# Abu Bakr ibn Abi Salih
Abu-Bakr ibn Abi-Sàlih fou visir dels gaznèvides al segle xi. Va servir a l'exèrcit i l'administració i fou governador a diversos llocs al Panjab. Apareix com a segon visir sota el sultà Farrukhzad ibn Massud (1052-1059) i després fou visir càrrec que probablement exercí des del 1054 o començaments del 1055 i en el qual va succeir Husayn ibn Mehran, i que va conservar fins al final del regnat. El 1059 va ser nomenat pel nou sultà Ibrahim ibn Massud (1059-1099) però fou assassinat per un grup d'amirs i guàrdies de palau contraris a la seva influència, probablement no gaire lluny del 1060